# ۱۰۸۰ (خورشیدی)
۱۰۸۰ هشتادمین سال هجری خورشیدی است.